# Azamat Szagapuły
Azamat Szagapuły (kaz. Азамат Шағапұлы; ur. 23 lutego 1992) – kazachski zapaśnik walczący w stylu wolnym. Brązowy medalista igrzysk wojskowych w 2015 i wojskowych MŚ w 2014. Szesnasty na uniwersjadzie w 2013. Mistrz Azji juniorów w 2012 roku.